# تاريخ سنغافورة

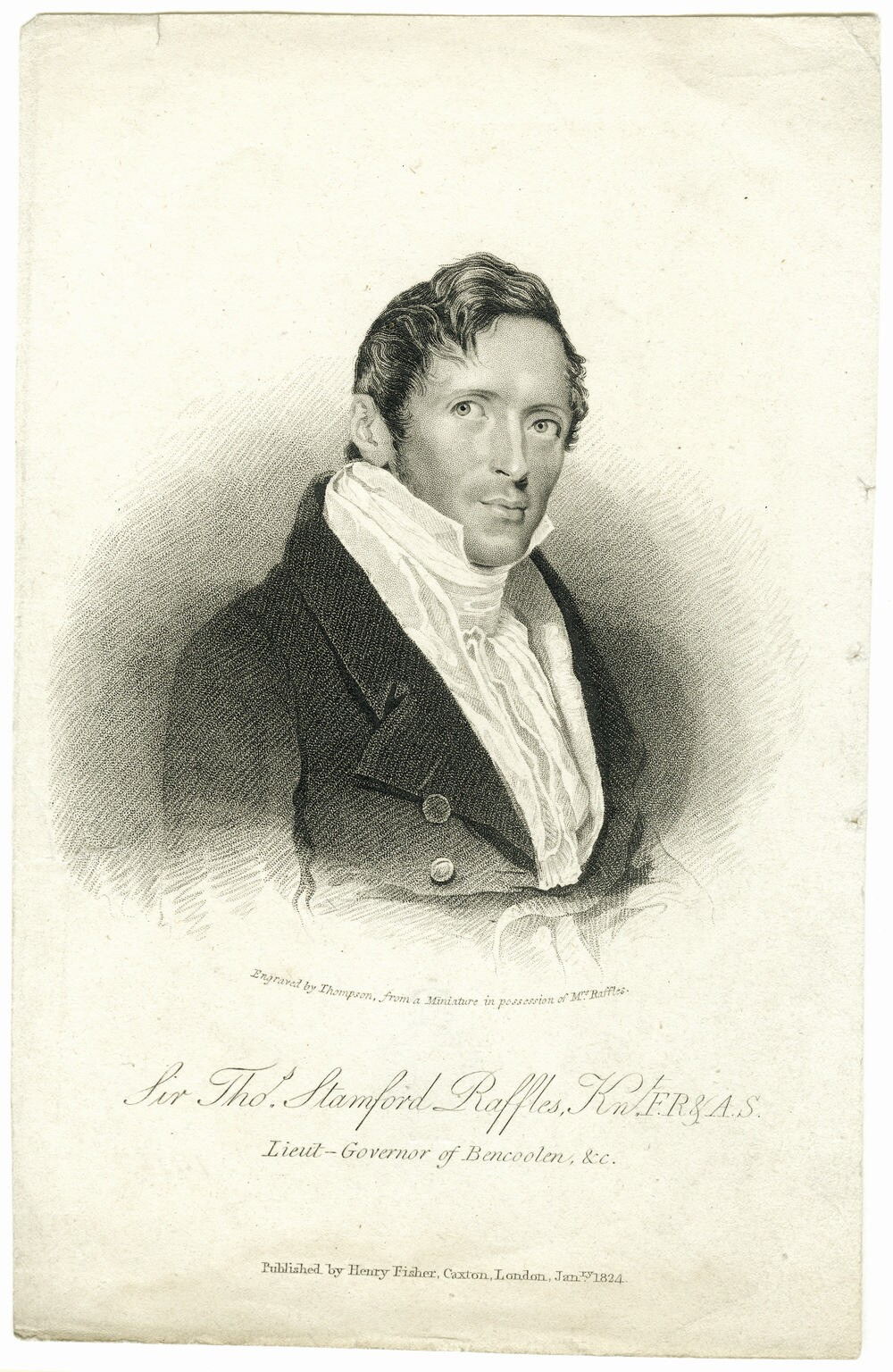

ربما يعود تاريخ سنغافورة إلى القرن الثالث. تشير الأدلة إلى أن مستعمرة تجارية بارزة قد تواجدت في سنغافورة خلال القرن الثالث عشر. في القرن الرابع عشر، كانت سنغافورة تحت حكم إسكندر شاه الذي قتل الحاكم السابق وعُزِل من قبل إمبراطورية ماجاباهيت أو السياميين. أصبحت بعد ذلك تحت حكم سلطنة ملقا ثم سلطنة جوهر. في 1819، تفاوض السير توماس ستامفورد رافل على معاهدة بمقتضاها سمحت سلطنة جوهر لبريطانيا بتأسيس ميناء تجاري على الجزيرة، ما أدى إلى تأسيس المستعمرة البريطانية في سنغافورة 1819.
خلال الحرب العالمية الثانية، اجتاحت الامبراطورية اليابانية سنغافورة واحتلتها في الفترة بين 1942 وحتى 1945. عندما انتهت الحرب، انتقلت سنغافورة إلى السيطرة البريطانية، مع منح درجة عالية من الحكم الذاتي، والذي بلغ ذروته في اندماج سنغافورة مع اتحاد مالايا لتأسيس ماليزيا في 1963. ولكن الاضطراب الاجتماعي والنزاعات بين حزب العمل الشعبي الحاكم في سنغافورة وحزب التحالف في ماليزيا تسببا في انفصال سنغافورة عن ماليزيا. أصبحت سنغافورة جمهورية مستقلة في 9 أغسطس 1965.
عانت سنغافورة أزمة حادة في الإيواء والبطالة، وبدأت برنامجًا للتحديث في نهاية الستينيات وحتى السبعينيات، ركز البرنامج على التصنيع وتطوير مساكن عامة ضخمة للإيواء والاستثمار بكثافة في التعليم الحكومي.
بحلول التسعينيات، أصبحت سنغافورة من أكثر الدول ازدهارًا في العالم، مع تطور كبير لاقتصاد السوق الحرة، وروابط التجارة العالمية القوية، كما تمتعت بأعلى إجمالي للإنتاج المحلي لكل فرد في آسيا خارج اليابان.

## سنغافورة القديمة
حدد الفلكي الإغريقي الروماني بطليموس (90-168) مكانًا سُمي سابانا على حافة شبه الجزيرة الذهبية (اعتُقد أنها شبه جزيرة ملايو) خلال القرنين الثاني والثالث. قد تعود السجلات المكتوبة الأقدم لسنغافورة إلى الوصف الصيني من القرن الثالث، والذي يصف جزيرة بو ليو تشونج. يُعتقد أن يكون ذلك نسخًا من الاسم الملايوي «بولاو أوجونج»، أو «جزيرة في النهاية» (نهاية شبه جزيرة ملايو). في عام 1025 من الحقبة الحالية، قاد راجيندرا تشولا الأول من إمبراطورية تشولا قواته عبر المحيط الهندي وغزا إمبراطورية سريفيجايا، مهاجمًا العديد من الأماكن في ماليزيا وإندونيسيا. قيل إن قوات تشولا قد سيطرت على تماسيك (سنغافورة حاليًا) لمدة عقدين. ولكن اسم تماسيك لم يظهر في سجلات تشولا، ولكن هناك قصة ذُكر فيها اسم راجا تشولان (يُعتقد أنه راجيندرا تشولا) كما ذُكرت تماسيك في العمل شبه التاريخي السجلات التاريخية لملايو.
أشارت الناجاراكريتاجاما، وهي قصيدة جاوية ملحمية كُتبت في 1365، إلى مستعمرة على الجزيرة سُميت توماسيك (ربما تعني «بلدة البحر» أو «ميناء البحر»). يظهر اسم تماسيك أيضًا في السجلات التاريخية لملايو، التي تحتوي على قصة تأسيس تماسيك بواسطة أمير سريفيجايا، سري تراي بوانا (المعروف أيضًا بسانج نيلا أوتاما) في القرن الثالث عشر. حط سري تراي بوانا على تماسيك في رحلة صيد ورأى وحشًا غريبًا قيل إنه كان أسدًا. اعتبر الأمير ذلك إشارة مباركة وأسس مستعمرة أسماها سنغافورة، والتي تعني «مدينة الأسد» في اللغة السنسكريتية. ولكن يظل أصل تسمية سنغافورة غير واضح طبقًا للباحثين.
في 1320، أرسلت الإمبراطورية المنغولية بعثة تجارية إلى مكان سُمي لونج يا مين (أو بوابة أسنان التنين)، والتي يُعتقد أن تكون ميناء كيبيل في الجزء الجنوبي من الجزيرة. وصف الرحالة الصيني وانغ دا يوان، الذي زار الجزيرة قرابة عام 1330، لونغ يا مين كواحدة من المستعمرتين المميزتين في دان ما ساي (من تماسيك الملاوية)، وكانت المستعمرة الأخرى بان زو (من بانكور الملاوية). يُعتقد أن بان زو هي تلة فورت كانينج في الوقت الحالي، كما أوجدت الحفريات الحديثة في فورت كانينج دليلًا يشير أن سنغافورة كانت مستعمرة هامة في القرن الرابع عشر. ذكر وانج أن السكان الأصليين في لونج يا مين (يُعتقد أن تكون أورنج لاوت) والسكان الصينيين قد عاشوا معًا في لونج يا مين. تُعتبر سنغافورة واحدة من أقدم الأماكن التي عُرفت بتواجد مجتمعات صينية خارج الصين، والأقدم مدعومةً بالدليل الأثري.
بحلول القرن الرابع عشر، تراجعت إمبراطورية سريفيجايا، ووقعت سنغافورة في صراع بين سيام (تايلاند حاليًا) وإمبراطورية ماجاباهيت الواقعة في جاوة من أجل السيطرة على شبه جزيرة ملايو. طبقًا للسجلات التاريخية لملايو، هُزمت سنغافورة في هجوم وحيد لماجاباهيت. حكم الملك الأخير، السلطان إسكندر شاه الجزيرة لسنوات عديدة، قبل إجباره على الخروج إلى ملقا حيث أسس سلطنة ملقا. ولكن المصادر البرتغالية أشارت أن تماسيك كانت تابعة للسياميين وقُتل حاكمها عن طريق بارامسوارا (الذي يُعتقد أنه السلطان إسكندر شاه) من باليمبانج، وأُبعد بارامسوارا بعدها إلى ملقا، إما عن طريق السياميين أو إمبراطورية ماجاباهيت، حيث أسس سلطنة ملقا. تشير الأدلة الأثرية الحديثة إلى أن مستعمرة فورت كانينج قد هُجرت بالقرب من ذلك الوقت، على الرغم من استمرار مستعمرة تجارية صغيرة في سنغافورة لبعض الوقت بعدها.
وسعت سلطنة ملقا من سيطرتها على الجزيرة، وأصبحت سنغافورة جزءًا من سلطنة ملقا. ولكن، في الوقت الذي وصل فيه البرتغاليون في بداية القرن السادس عشر، أصبحت سنغافورة «أنقاضًا عظيمة» طبقًا لألفونسو دي ألبوكيرك في 1511، سيطر البرتغاليون على ملقا؛ وهرب سلطان ملقا جنوبًا وأسس سلطنة جوهر، وأصبحت سنغافورة بالتالي جزءًا من السلطنة. ولكن البرتغاليين دمروا المستعمرة في سنغافورة في عام 1613، وغرقت الجزيرة في الضباب لمدة قرنين لاحقين.

## 1819: الاستعمار البريطاني لسنغافورة
في الفترة بين القرن السادس عشر والقرن التاسع عشر، بدأت القوى الاستعمارية الأوروبية في السيطرة تدريجيًا على أرخبيل الملايو، بدايةً من وصول البرتغاليين إلى ملقا في 1509. هُددت السيادة البرتغالية المبكرة في القرن السابع عشر من الهولنديين، الذين جاءوا للسيطرة على معظم الموانئ في المنطقة. أسس الهولنديون لاحتكار التجارة في الأرخبيل، خاصة في التوابل، ثم أهم منتجات المنطقة. بالنسبة للقوى الاستعمارية الأخرى، بما فيها بريطانيا، فقد اقتصر تواجدهم على التواجد الثانوي.
في 1818، عُين السير ستامفورد رافلز نائبًا للحاكم للمستعمرة البريطانية في بينكولين. عزم على استبدال بريطانيا العظمى لهولندا لتصبح القوة المهيمنة في الأرخبيل، إذ أن الطريق التجاري بين الصين والهند البريطانية، الذي ازدادت أهميته مع تأسيس تجارة الأفيون مع الصين، يمر خلال الأرخبيل. عمل الهولنديون على تضييق الخناق على التجارة البريطانية في المنطقة عن طريق منع البريطانيين من التعامل في الموانئ التي يسيطر عليها الهولنديون من خلال فرض تعريفة عالية عليهم. سعى رافلز لتحدي الهولنديين عن طريق إنشاء ميناء جديد بمحاذاة مضيق ملقا الذي يُعد الممر الرئيسي للسفن التجارية بين الصين والهند. احتاج إلى ميناء ثالث إذ أن البريطانيين كان لديهم مينائي بينانج وبينكولين. كان من الضروري أن يقع الميناء استراتيجيًا على طريق التجارة الرئيسي بين الهند والصين وفي منتصف أرخبيل مالايو. أقنع رافلز اللورد هاستينج، الحاكم العام للهند ورئيسه في شركة الهند الشرقية البريطانية، لتمويل الحملة الهادفة نحو قاعدة بريطانية جديدة في المنطقة.
وصل رافلز إلى سنغافورة في 28 يناير 1819 وبعدها بقليل حدد الجزيرة كخيار طبيعي للميناء الجديد. فهي تقع على الحافة الجنوبية لشبه جزيرة مالايو، بالقرب من مضيق ملقا، كما تمتلك ميناء طبيعي عميق، وموارد المياه العذبة، والأخشاب اللازمة لإصلاح السفن. كما تقع على طريق التجارة الرئيسي بين الهند والصين. وجد رافلز مستعمرة مالاوية صغيرة على مصب نهر سنغافورة، بتعداد قُدر بما يقارب 150 شخص تكونوا من قرابة 120 مالايوي و30 صيني. بقيادة التيمينجوج (لقب قديم للنبلاء في لغة الملايو) وتينجكو عبد الرحمن. انتقل قرابة 100 من المالاويون في الأصل إلى سنغافورة قادمين من سلطنة جوهر في 1811 بقيادة التيمينجوج. بلغ تعداد الجزيرة بالكامل قرابة 1000 نسمة بما ذلك العديد من القبائل وأورانج لاوت (غجر البحر). حكم سلطان جوهر المملكة اسميًا، ولكن الهولنديين والبوقس سيطروا عليه. ولكن السلطان قد أُضعف نتيجة لانقسام الفصائل، كما كان تينجكو عبد الرحمن ورجاله يدينون بالولاء لتينجكو لونج، شقيق عبد الرحمن الأكبر والذي كان يعيش في المنفى في جزر رياو. بمساعدة التيمينجوج، تمكن رافلز من تهريب تينجكو لونج مرة أخرى إلى سنغافورة. كما عرض الاعتراف بتينجكو لونج سلطانًا شرعيًا لجوهر، وإعطائه لقب السلطان حسين ودفع 5000 دولار سنويًا له و3000 دولار لتيمينجوج؛ في المقابل، يمنح السلطان حسين للإنجليز الحق في تأسيس محطة تجارية في سنغافورة. وُقعت معاهدة رسمية في 6 فبراير 1819 معلنةً ميلاد سنغافورة الحديثة.
عندما وصل رافلز، قُدر أن هناك قرابة 1000 شخص يعيشون على جزيرة سنغافورة بالكامل، غالبيتهم من المجموعات المحلية التي يمكن تمثيلها في المالاويين وبعض الصينيين. ارتفع التعداد سريعًا بعد وصول رافلز؛ أشار الإحصاء الأول للسكان في 1824 أن 6505 من الإجمالي البالغ 10683 كانوا من المالويين والبوقس. بدأت أعداد كبيرة من المهاجرين الصينيين في دخول سنغافورة بعد شهور من تحولها إلى مستعمرة بريطانية، في تعداد 1826، كان هناك بالفعل صينيون أكثر من المالويين باستثناء البوقس والجاويون. نظرًا للهجرة المتواصلة من شبه جزيرة ملايو والصين والهند والاجزاء الأخرى من آسيا، وصل تعداد سكان سنغافورة قرابة 100000 بحلول عام 1871، كان أكثر من نصفهم من الصينيين. جاء العديد من المهاجرين الصينيين والهنود الأوائل إلى سنغافورة للعمل في المزارع ومناجم القصدير وكان غالبيتهم من الذكور، وعاد الكثير منهم إلى بلادهم بعد الحصول على الأموال اللازمة. ولكن، تزايد عدد الذين قرروا البقاء نهائيًا بشكل ملحوظ في بدايات ومنتصف القرن الثاني عشر، والذين شكل نسلهم أغلب سكان سنغافورة.

## التسميات القديمة
أشار أحد المراجع الصينية العائد للقرن الثالث الميلادي لسنغافورة باسم «بولوجونغ»، وهي ترجمة العبارة الملايوية «بولو أوجونغ» والتي تعني «جزيرة في نهاية» (شبه الجزيرة).
القصيدة الملحمية الجاوية «ناجاراكريتاجاما» (1365) عرفت مستوطنة باسم «تماسك» (أو «بلدة الماء») والتي تقع في نفس موقع جزيرة سنغافورة. تاجر صيني يدعى وانغ دايوان زار سنغافورة في عام 1330 وقد أشار إلى تلك المستوطنة باسم «دانماشي» التي احتوت على بعض الصينيين.
توضح السجلات الملاوية كيف حصلت سنغافورة على اسمها الحالي. فقد ذكر فيها بأن الأمير سانغ نيلا أوتاما (حاكم فلمبان التي تقع اليوم في إندونيسيا) قد وصل إلى «تماسك» بحثاً عن ملجأ بسبب العواصف. وهناك شاهد حيواناً اعتبره أسداً ثم قرر بأن يأسس مستوطنة باسم «سنغابورا» (Singapura) والتي تعني «مدينة الأسد»، واستمر ذلك الاسم حتى القرن الرابع عشر.

## التاريخ
في خلال القرن الرابع عشر، تم الاستحواذ على سنغافورة بعد صراعات بين سيام (تايلند اليوم) وإمبراطورية ماجاباهيت، ومقرها في جاوة، للسيطرة على شبه الجزيرة الملاوية. واستناداً للسجلات الملاوية فقد تم هزيمة سنغافورة بهجوم واحد من طرف إمبراطورية ماجاباهيت. بعد ذلك قام أمير فلمبان إسكندر شاه الذي يعرف أيضاً باسم «بارامسوارا» باغتيال الزعيم المحلي لسنغافورة، وعين نفسه حاكماً جديداً لها. ولكن بعد فترة وجيزة تم عزله، فهرب نحو الشمال إلى موار في شبه الجزيرة الملاوية، حيث أسس سلطنة ملقا. أمست سنغافورة جزء هاماً من السلطنة.
مع بداية القرن التاسع عشر، كانت سنغافورة تحت حكم سلطان جوهور الذي كان يحكم من أرخبيل رياو لينجا.
عندما أسست شركة الهند الشرقية البريطانية مستوطنتهم في بداية العام 1819 عبر اتفاقية مع السلطان حسين شاه، بلغ عدد سكان سنغافورة الأصليين حوالي ألف نسمة، ويشتملون على الملاويين بالإضافة إلى «أورانج لاوت» (بدو البحار). تجمع هؤلاء حول نهر سنغافورة، ونهر كالانج، وتيلوك بلانجا، وعلى طول مضايق جوهور. كان وجد بعض التجار الصينيين في المنطقة.